# Macaranga schweinfurthii
Macaranga schweinfurthii är en törelväxtart som beskrevs av Ferdinand Albin Pax. Macaranga schweinfurthii ingår i släktet Macaranga och familjen törelväxter. Inga underarter finns listade i Catalogue of Life.